# Antalaha
Antalaha es una comuna (malgache: kaominina) en el norte de Madagascar. Pertenece al distrito de Antalaha, que forma parte de la región de Sava. Según el censo de 2004, Antalaha tiene 34.112 habitantes.
Antalaha es una ciudad portuaria. También tiene aeropuerto. Además de escolarización primaria la ciudad ofrece educación secundaria tanto a jóvenes como a adultos. La ciudad tiene un tribunal permanente y un hospital.
El 40% del empleo local depende de la agricultura. El cultivo más importante es la vainilla, seguido del clavo y el arroz. La industria y el sector servicios suponen el 30.00% y el 29.98% de la ocupación, respectivamente. El sector pesquero emplea 0.02% de la población.

## Clima
En Antalaha se da un clima ecuatorial lluvioso (Köppen Af), con abundantes lluvias todo el año. Las mayores cotas de precipitación, humedad y temperatura ocurren comúnmente de diciembre a abril, siendo febrero el mes más húmedo, recibiendo una media de 271 mm de precipitación total. El mes más seco es septiembre, con una media de 80.6 mm de precipitación. Los meses del mayo a noviembre son los más secos y frescos y menos lluviosos. Las lluvias abundantes y las altas temperaturas son, en conjunto, dominantes en el clima local.

## Educación
En Antalaha se encuentra el Centre Universitaire Régional de la SAVA (CURSA). Ofrece formación académica básica en francés, inglés, y Ciencias Naturales/Recursos Naturales. CURSA es una unidad regional de la Universidad en Antsiranana (UNA), localizada más al norte. También hay un centro regional para educación de distancia (CRTE) del Centre National de Télé-Enseignement de Madagascar (CNETMAD).
La escuela internacional francesa local en Antalaha es el Ecole Primaire Française Antalaha.